# Hidra (Marvel Comics)
Hydra é uma organização terrorista fictícia da Marvel Comics. O nome cita a Hidra de Lerna, bem como o lema "Uma cabeça cortada, duas surgem", evocando a resiliência da organização. Frequentemente os capangas da Hidra usam roupas verdes evocando serpentes.

## História
Durante séculos o culto ao Hive evoluiu, tendo várias formas, com objetivo de trazer o Inumano banido de volta a Terra. O grande responsável pela criação e encarnação mais recente da Hidra foi o ex-líder nazista Barão Wolfgang von Strucker. Hitler, furioso pelas seguidas derrotas dos seguidores do Barão von Strucker contra o Comando Selvagem do Sargento Nick Fury, ordenou que Strucker fosse executado. Fugindo do Alemanha Nazista com um grupo de seguidores fanáticos, Strucker fundou a organização como meio de dar continuidade aos planos de conquista mundial e ditadura totalitária da Alemanha Nazista. Daí o caráter fanático, místico e nacionalista da Hidra, com seus soldados cegamente obedientes, seus uniformes que anulam a individualidade, seus símbolos e gestos que lembra a mítica nazista como a saudação "VIVA A HIDRA" (" HEIL HIDRA!" no original) claramente inspirada na saudação "Heil Hitler" alemã, e seus juramentos de obediência e segredo.
Inicialmente, Strucker procurou montar sua base no Oriente Médio, mas, ao saber que no Japão membros de uma sociedade secreta que havia apoiado o império japonês procuravam aliados para continuar sua guerra contra as democracias ocidentais, rumou para o arquipélago japonês e fundiu seu grupo a alguns desses fanáticos nipônicos. Strucker deu a sua nova organiação o nome de Hidra e estabeleceu seu Quartel General em uma ilha perdida no Pacífico. Contratou brilhantes cientistas renegados da Alemanha, Japão e até mesmo dos Estados Unidos e financiou com ouro desviado da Alemanha Nazista a crição de uma fortaleza quase inexpugnável e um arsenal ultra-tecnológico.
Para combater uma ameaça tão poderosa a ONU, e as potências da OTAN financiaram a criação da S.H.I.E.L.D., uma organização de espionagem internacional. Para seu diretor foi designado o agora coronel Nick Fury, arquiinimigo de Strucker. A Hidra e a S.H.I.E.L.D. se enfrentaram durante décadas. A identidade do Hidra Supremo, o líder secreto da organização terrorista, porém, só foi descoberta por Fury muitos anos depois.
Ao mesmo tempo que enfrentava a S.H.I.E.L.D em todo o mundo, Strucker discretamente fundou outros grupos terroristas nos Estados Unidos para ajudarem seus planos de subversão e conquista. Entre eles se destaca o Império Secreto, várias vezes enfrentado pelo Homem de Ferro e o Capitão América.
Depois de uma série de confrontos,as tropas da S.H.I.E.L.D finalmente conseguiram invadir a ilha da Hidra e impedir que Strucker lançasse uma bomba de esporos radioativos que destruiria toda vida humana no mundo. A bomba explodiu dentro do escudo de energia que deveria proteger a ilha, causando a morte de todos os agentes da organização terrorista e, aparentemente, do proprio Strucker. Parecia ser o fim definitivo da Hidra

### Retorno
Mas uma cruel e genial criminosa internacional conhecida como Madame Hidra reorganizou os agentes que estavam secretamente espalhados pelo mundo e recriou a Hidra, conforme seus desejos. Essa nova organização enfrentou o Capitão América, os Vingadores, a S.H.I.E.L.D e até mesmo outros heróis, como os X-Men, por muito tempo.
Strucker, porém, havia sobrevivido a destruição da ilha e voltou há alguns anos para reclamar o controle da Hidra, tomando-a violentamente das mãos da Madame Hidra, e criando uma série de dissidências no grupo por muitos anos. Recentemente, ele parece ter definitivamente reunificado a organização e a Hidra tem estado mais atuante e terrível do que nunca. Um homem que quando garoto teve os pais mortos pela Hidra em outra realidade alternativa resolve reaparecer e formar uma nova organização da união antigos membros da S.H.I.E.L.D. cujo nome é IAO: Iniciativa Alfa e Ômega e assim destrói a cidade de Berlin na Alemanha e diversos outros países da Europa e depois colocando a culpa na HIDRA

## Outras mídias

### Televisão
- No episódio "Enter: She-Hulk" de The Incredible Hulk, Hulk e She-Hulk lutam contra as forças da Hidra. O Hidra Supremo dublado por Steve Perry.
- A Hidra apareceu nos episódios "X-23" e "Target X" de X-Men: Evolution. Eles estavam por trás da criação de X-23 a partir de DNA de Wolverine. Víbora parece ser o Hidra Supremo enquanto Ômega Vermelho e Manopla são mostrados como mercenários que trabalham para a Hidra.
- Hydra aparece como uma das organizações recorrentes em The Avengers: Earth's Mightiest Heroes, sua primeira aparição foi no episódio "Conheça o Capitão America" como um ramo da Alemanha nazista sob o comando do Barão Heinrich Zemo com o Caveira Vermelha como super soldado do grupo.
- Hidra aparece no episódio "Brouhaha at the World's Bottom" de The Super Hero Squad Show. Barão Strucker leva as forças da Hidra a atacar uma base da S.H.I.E.L.D. na Antártida.
- Hidra aparece em Avengers Assemble. Eles são vistos pela primeira vez no episódio "O Protocolo dos Vingadores - Parte 1". Os membros vistos, são: Caveira Vermelha, Ossos Cruzados, Barão Strucker, Barão Zemo, Arnim Zola, os Agentes, Viúva Escarlate e Madame Masque. A HYDRA apareceu como uns vilões recorrentes na primeira e na segunda temporada, servindo as ações do Caveira Vermelha e lutando contra os Vingadores. Na terceira temporada (A Revolução de Ultron), eles apareceram no episódio "Salvado Capitão Rogers, onde eles são liderados no passado pelo Barão Heinrich Zemo e no presente pelo Barão Helmut Zemo. Em "Dentro do Futuro", onde são vistos como os soldados da segunda guerra mundial, e vendo a luta do Capitão America e do Kang, o Conquistador. No episódio "Vendo em Dobro", eles apareceram sendo liderados pelo Barão Strucker e em "Os Alienígenas", ajudaram os alienígenas a lutar conta os Vingadores. No episódio "Guerra Civil - Parte 2:Os Poderosos Vingadores", são vistos novamente ao lado do Barão Strucker. Na quarta temporada (Guerras Secretas) só foram vistos: o Caveira Vermelha, o Arnim Zola, o Barão Helmut Zemo, o Ossos Cruzados e a Viúva Escarlate.
- A Hidra aparece na série live-action Agents of S.H.I.E.L.D., parte do Universo Marvel Cinematográfico na televisão. Hydra é introduzido no meio da primeira temporada (como parte de um empate com o filme Capitão América: o soldado de inverno ). Além do Dr. List e do Baron Strucker, seus membros destacados são John Garret ( Bill Paxton ), Daniel Whitehall ( Reed Diamond ) e Sunil Bakshi ( Simon Kassianides ). A revelação da infiltração de HISTOR da SHIELD expõe uma mole de Hydra dentro do elenco principal do show, e o show retools como um grupo de fugitivos em fuga dos militares dos EUA e Hydra. Na segunda temporada, o novo diretor SHIELDPhil Coulson trabalha para exterminar Hydra, e a equipe de Coulson elimina progressivamente os líderes seniores da Hydra. Grant Ward ( Brett Dalton ), a mole da equipe original de Coulson, leva o que resta da organização sob seu controle. A terceira temporada retoma a história de Hydra, explicando que o grupo é uma antiga ordem religiosa dedicada ao retorno de seu líder desumano destruído, com a organização nazista sendo meramente sua última encarnação. Os devotos de Hive hoje são escassos dentro da organização, mas são chefiados pelo industrial Gideon Mallick ( Powers Boothe ) assumindo o controle total da Hydra após a morte de Ward. Depois que Hive retorna à terra no corpo de Ward e mata a filha de Malick Stephanie Malick (Bethany Joy Lenz ), Malick trai a organização para Coulson após a captura e é capaz de instruir o general dos EUA, Glenn Talbot, a destruir a sua infra-estrutura restante antes que o próprio Malick seja morto por Daisy Johnson , que está sob a escravidão de Hive. A Hive usa os recursos restantes de Malick e Hydra para executar seus próprios planos, até que SHIELD o detenha. No episódio "Autocontrole", os principais membros do elenco do show estão submersos em uma realidade artificial chamada Estrutura que desenha uma história alternativa onde a Hydra coloca agentes especias na S.H.I.E.L.D para fins objetivos  SHIELD. O líder da Hydra dentro do Framework é o decalque de modelo de vida desonesto Aida ( Mallory Jansen ), que adotou a personalidade da Madame Hydra .
- A Hidra aparece  no episódio "Grande Poder" da série animada Ultimate Spider-Man. Na terceira temporada, o cientista da Hidra (H.Y.D.R.A) Arnim Zola, apareceu como o vilão principal da saga "Acadêmia da S.H.I.E.L.D. Eles reapareceram como os antagonistas secundários (papel central ao lado do Sexteto Sinistro, Doutor Octopus e Arnim Zola) na quarta temporada da série "Ultimate Homem-Aranha vs. O Sexteto Sinistro", aparecendo nos episódios "O Ataque da HYDRA (2 Partes), Longe de Casa (Barão Mordo), Duplo Agente Venom, Anti-Venom,  O Novo Sexteto Sinistro (2 Partes), Agente Teia, A Saga Simbionte (Partes 1 & 3), Os Caçadores Aranhas (Partes 1 & 2) e Dia de Graduação (Ossos Cruzados aparecendo como o novo Lagarto nas 2 Partes)."
- Hydra também pode ser visto na série animada Hulk e os Agentes de S.M.A.S.H.. No episódio "Dias de Um Esmagamento Futuro Parte 4: Os Anos da HYDRA", Hulk se junta com um jovem Capitão América para parar o Caveira Vermelha que se torna Caveira Verde quando aumentado com a energia gama pelo Líder . No presente, os Agentes de SMASH se juntam com um antigo Capitão América para lutar e libertar o mundo da HYDRA, que é liderada por Líder e operando um dispositivo que é alimentado pelo Caveira Verde.

### Filmes
- A Hidra aparece no telefilme Nick Fury: Agent of S.H.I.E.L.D.. Os agentes da Hidra são mostrados com homens de terno preto em vez do uniforme verde dos quadrinhos.
- Agentes da Hidra aparecer no início do filme de animação Ultimate Avengers 2 lutando contra o Capitão América. Eles são identificáveis por seus uniformes verdes.
- Hidra apareceu em Heroes United: Iron Man and Hulk.
- A Organização Hidra aparece nos filmes produzidos pela Marvel Studios, sendo parte do Universo Cinematográfico Marvel.
  - A primeira aparição foi em Captain America: The First Avenger, Hidra era um ramo científico secreto da SS cujo objetivo era desenvolver armas sofisticadas para os alemães durante a Segunda Guerra Mundial, mas seu líder, Johann Schmidt, o Caveira Vermelha, decidiu se desligar de Hitler e da Wehrmacht e decidiu dominar o mundo com o lançamento de sua própria conquista. Mas todos os projetos Hidra foram derrotados pelo Capitão América e seus aliados.[1]
  - Na continuação Captain America: The Winter Soldier, revela-se que o chefe de pesquisa de Schmidt, Arnim Zola, usou sua posição na recém-criada S.H.I.E.L.D. para recriar a Hidra, que esteve ativa por décadas nas sombras, manipulando política e guerra para seus fins totalitários. Uma das armas da organização era Bucky Barnes, o amigo do Capitão América dado por morto na Segunda Guerra que foi tornado um assassino conhecido por Soldado Invernal. O Capitão e seus aliados revelaram a existência da Hidra - ainda que por tabela garantindo a dissolução da comprometida S.H.I.E.L.D. -  e derrubaram os aeroporta-aviões que a Hidra tinha lançado para realizar execuções. Um dos figurões da Hidra, Barão von Strucker, continuou em Sokovia as pesquisas da Hidra usando o cetro de Loki, que acabariam por dar poderes aos gêmeos Wanda e Pietro Maximoff.
  - Avengers: Age of Ultron abre com a base de Strucker sendo destruída pelos Vingadores, e Strucker foge mas é depois morto pelo robô Ultron.
  - Ant-Man tem agentes da Hidra tentando levar embora o protótipo do Jaqueta Amarela, sendo impedidos pelo Homem-Formiga, embora um agente tenha conseguido levar embora as Partículas Pym que abastecem o traje.
  - Em Captain America: Civil War, um dos líderes do programa que criou o Soldado Invernal foi encontrado e morto por Helmut Zemo, que planejava manipular Bucky em seu plano de fazer os heróis lutarem uns com os outros.
  - Avengers: Endgame tem um Capitão América que viajou no tempo para os eventos de The Avengers usando seu conhecimento de que Brock Rumlow é da Hidra para fazer ele entregar o cetro de Loki.